# Ittas gépjárművezetés
Az ittas gépjárművezetés (a köznyelvben inkább ittas vezetés) egy gépjármű ittas állapotban való vezetését jelenti, amely – a cselekmény színhelyén érvényes jog szabályozása szerint – szabálysértésnek vagy bűncselekménynek számít.) Az ittas állapotban elkövetett járművezetés kizárólag szándékosan elkövethető bűncselekmény.[forrás?]

## Tényállás
Ittas (gépjármű) vezetés alatt értjük azt a magatartási formát, amikor egy gépi meghajtású jármű vezetője olyan - alkoholtól befolyásolt állapotban kezdi - esetleg szeretné megkezdeni (előkészületi magatartás), folytatja vagy be is fejezi - a (gépjármű) vezetését, amely fizikai (testi), vagy mentális (idegrendszeri és/vagy lelki) alapon nem teszi (tette) őt alkalmassá a közlekedésben való biztonságos részvételre - függetlenül attól, hogy az elkövető mit érez vagy gondol a saját pillanatnyi állapotáról - a vezetésre alkalmasság tekintetében. Az elkövetőknek ugyanis a legtöbb esetben más a véleményük a saját ittasságuk állapotáról és a vezetési képességeikről, mint az őket előállító rendőröknek, a vért és/vagy vizeletet levevő vizsgáló orvosnak, vagy éppen a józan szemtanúknak. 
Ha az ittas járművezetést az alapján büntetnék, hogy ki mit vall be - megelőző alkoholfogyasztásnak - és ki mennyire érzi magát ittasnak, akkor az ittas vezetés - mint bűncselekmény - vélhetően már nem létezne. Az ittas vezetők többsége ugyanis nem érzi magát (vagy csupán nem vallja be ijedt állapotában) "annyira ittasnak", hogy ne tudna biztonsággal eljutni hazáig - vagy éppen ahová igyekszik.[forrás?]
Ezt a cselekményt a XIX. század eleje óta büntetik, hozzávetőleg 200 évvel későbbi időktől - mint ahogyan az első gépi meghajtású járművek megjelentek az 1800-as években.[forrás?]

## A magyarországi jogi szabályozás
Amely a közhiedelemmel ellentétben nem azt jelenti, hogy a legkisebb kimutatott alkoholszintért a vezetői engedély elvételre kerül, hanem azt, hogy a legkisebb kimutatható alkohol érték már valamilyen hátrányos jogkövetkezményt von maga után. A zéró tolerancia elve alapján, minden olyan gépjárművezetőt felelősségre kell vonni, akinek a szervezetéből alkohol vagy alkohol maradványérték mutatható ki. 
Azon gépjárművezetők esetében, kiknek a szervezetében 0,25 mg/l (tüdőből fújt) levegő etil-alkohol koncentrációnál kisebb, vagy 0,50 g/l (vénás verőérből vett) véralkohol koncentrációnál kevesebb alkohol mutatható ki, őket a vezetési jogosultságuktól nem feltétlenül kell megfosztani, viszont közigazgatási eljárásban fix - táblázatból kiolvasható - pénzbírsággal, és fix - szintén táblázatba rögzített - közlekedés előéleti (büntető) pontok kiszabásával kell büntetni.
Vezetői engedélyüket (jogosítványukat) azonban tőlük is bevonhatja a (szabálysértési) hatóság, amennyiben a közlekedés előéleti pontszámok elérik az aktuális határt, amely jelenleg 18 pont. Ezeket a pontokat minden más - közlekedési szabályszegéssel - össze lehet gyűjteni, és ezek összevonásra kerülnek.

## A szeszes italtól (alkoholtól) befolyásolt állapot fogalma
Ha a járművezető szervezetéből - a fenti értékeknél több, magasabb - alkoholkoncentráció mutatható ki. Az egyéni alkohol tűrőképesség (már) nem releváns, mivel elegendő a matematikai értékhatárokat elérni (vagy meghaladni), és az büntetőeljárás keretein belül: pénzbüntetéssel, vezetéstől való eltiltással (jogosítvány bevonás) és utánképzéssel végződ(het). Korábban ugyanis vizsgálták azt is, hogy kire milyen - a vezetésre hátrányos - hatást gyakorolt az elfogyasztott alkohol, és azt a mérési eredményekkel összevetve értékelték ki. Ezek azonban "szükségtelenné váltak", és egy 2013. júliusi Btk. módosítást követően úgy kerültek meghatározásra, hogy a ténylegesen elfogyasztott alkohol, az étkezés, a testsúly, és az egyéni befolyásoltság immár nem irányadó, hiszen a legfontosabb - és szinte egyetlen - kérdés az, hogy a légalkohol szonda, vagy a vérvétel mit mutatott ki az elkövetőnél.
A fenti tényeket súlyosbítja minden - ami az elkövető közlekedési és nem közlekedési előéletében - szerepel - akár mint szabályszegés, vagy bűncselekmény - szabálysértés vagy vétség - függetlenül attól, hogy ez a közlekedéssel összefüggésben állt-e. Ezen kívül súlyosbító körülményként értékelendő az elkövetési magatartással együtt megvalósuló egyéb szabályszegés, a hatósággal való együttműködés hiánya, illetve az elkövetés körülményeiben szereplő esetleges baleset, károkozás, cserbenhagyás, segítségnyújtás elmulasztása, a hatósággal való ellenszegülés - és még számtalan tényező - például hogy hol történt a cselekmény - melyeket a bíróság - mint együttes körülményeket - értékel.[forrás?]

## Alkoholszint táblázat

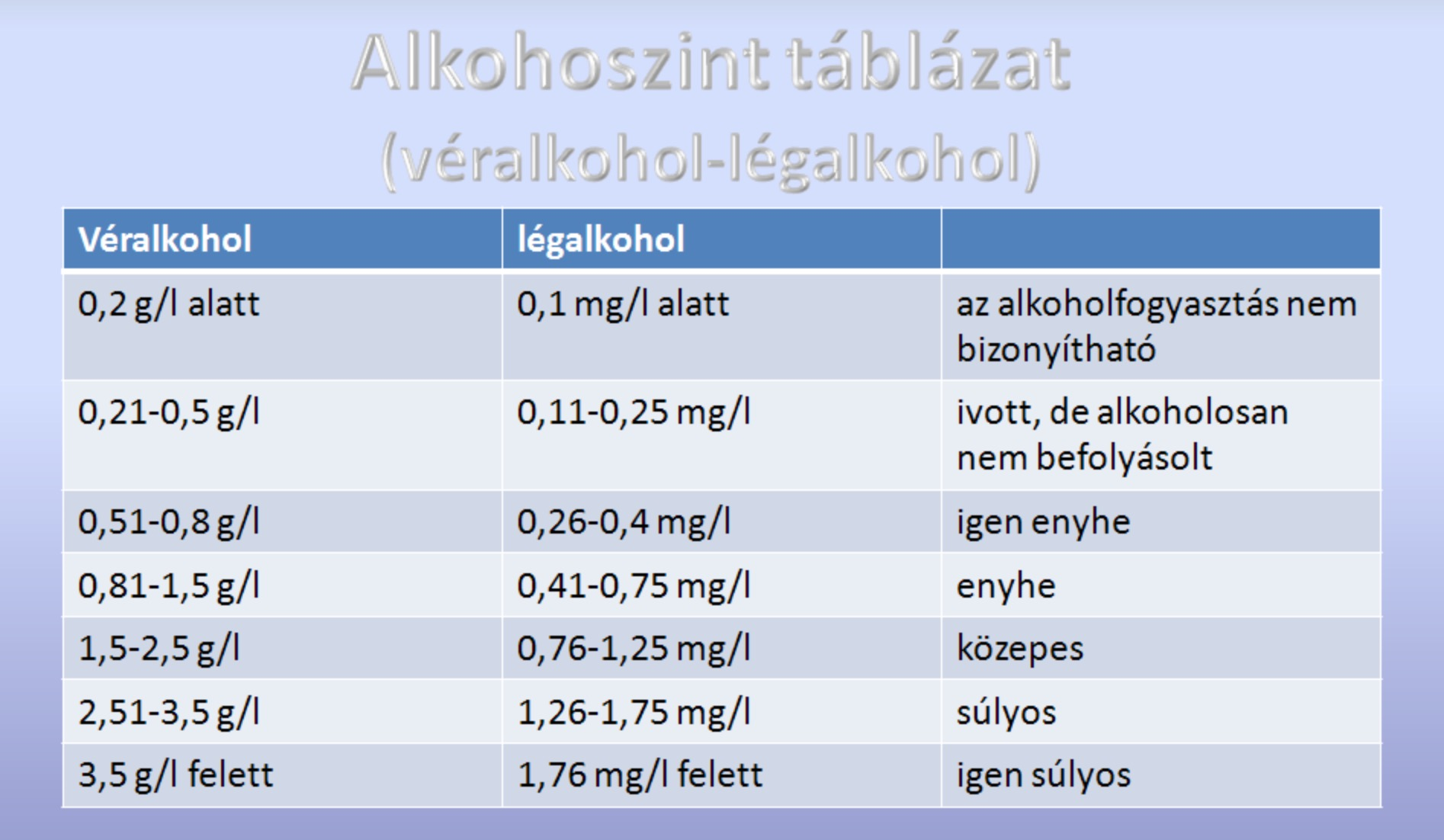
Ittas járművezetés alkoholszint táblázat

Ha a szervezetben található véralkohol szint nem éri el a 0,50 gramm/liter véralkohol-koncentrációt, illetve 0,25 milligramm/liter légalkohol-koncentrációt, akkor a cselekmény nem bűncselekmény, hanem szabálysértés.

## Büntetése
Az ittas járművezetés nem csak a büntető törvénykönyv alapján bűncselekmény, hanem a közmegítélés szerint is az. Az ittas vezető nem számíthat embertársai jelentős együttérzésére. Az interneten - különböző fórumokon "panaszkodó" ittas vezetőket keményen támadják az embertársaik, a legkisebb együttérzés nélkül. A legtöbb ittas vezetőnek három alapvető vágya van: visszakapni a jogosítványt, minimalizálni a pénzbüntetést, és elkerülni az utánképzést. 
Az ittas vezető általában akkor ül be gépkocsijába, amikor már az alkohol befolyása alatt áll. Módosult tudatállapotban másként gondolkozik az ember. Sokszor - még az italozás előtt - nem úgy tervezi, hogy hazafelé vezetni fog, ám az alkohol hatására gondolatai és tettei megváltoznak. Hibáztathatnánk az alkoholt is - mint a bűntársat -, azonban az alkoholt nem lehet bíróság elé állítani. Így maradhat magára az ittas vezető. 
Vannak, akik úgy gondolják, hogy ha "hajlandóak" magasabb pénzbüntetést fizetni, akkor rövidebb lehet a jogosítvány elvételének időtartama, vagy akár ki is váltható vele. Ez elsősorban azért nem igaz, mert a pénzbüntetés mértéke nem függ össze a fizetési hajlandósággal. Másodsorban pedig nincs mérlegen a két büntetési tétel. A vezetéstől való eltiltás célja ugyanis a közlekedési magatartás javítása, amely pénzért nem "vásárolható" meg és nem enyhíthető.
Néhányan pedig abban látnak reménysugarat, mely szerint csupán egy "nagyon rövid utat kívántam megtenni". A hatóság azonban úgy gondolkozik, hogy a megtett - vagy megtenni kívánt - útvonal hossza nem releváns, nem is lenne ellenőrizhető - ezért nem lehet mérvadó. A jármű beindítása már előkészületi magatartás, míg a jármű elmozdulása már befejezett cselekmény.  
A Btk. közúton, illetve közforgalom elől el nem zárt magánúton ittas állapotban, csak a gépi meghajtású járművet vezetését minősíti bűncselekménynek. 
Azonban ettől függetlenül, aki ittas állapotban nem gépi meghajtású úszólétesítmény vagy közúton, illetve közforgalom elől el nem zárt magánúton nem gépi meghajtású jármű vezetésével súlyos testi sértést, vagy maradandó fogyatékosságot, súlyos egészségromlást vagy tömegszerencsétlenséget, ill. halált, halálos tömegszerencsétlenséget okoz, bűncselekményt követ el, és olyan büntetésre számíthat, mintha ittas állapotban gépi meghajtású járművel okozta volna a felsorolt következményeket közúton, vagy közforgalom elől el nem zárt magánúton.